# Plymouth GTX
Der Plymouth GTX ist ein von dem US-amerikanischen Automobilhersteller Chrysler Corporation unter der Automobilmarke Plymouth von 1966 bis 1974 produziertes Muscle Car auf Basis der Mittelklasse-Modelle Plymouth Belvedere bzw. ab 1971 Plymouth Satellite.

## Plymouth Belvedere GTX (1967)

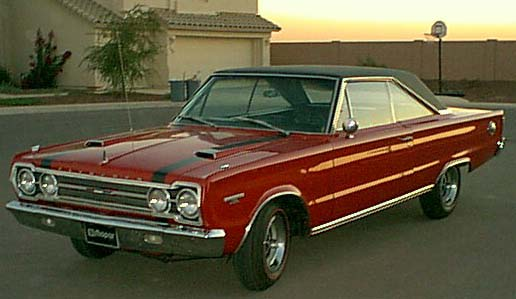
Plymouth Belvedere GTX (1967)

Im Modelljahr 1967 bot das Werk unter der Bezeichnung Belvedere GTX eine Sportausführung des Belvedere an, die Hutzen auf der Motorhaube, einen verchromten „Renn“-Tankdeckel, Zierstreifen, Sportfahrwerk, verstärktes Getriebe und serienmäßig einen mit 375 SAE-PS angegebenen 7,2-Liter-V8-Motor besaß (Bezeichnung 440 Super Commando). Gegen Mehrpreis ließ sich der bekannte Siebenliter-Hemi-V8, offiziell 425 SAE-PS stark, ordern. Angeboten wurden ein Hardtop-Coupé und ein Cabriolet zu Preisen ab 3178 US-Dollar; der Hemi kostete knapp 700 Dollar Aufpreis.

## Plymouth GTX (1968–1970)

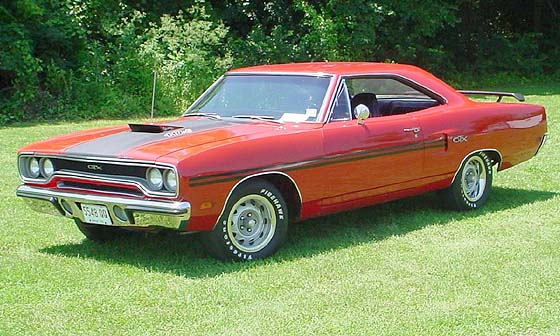
Plymouth GTX (1970)

Zum Modelljahr 1968 wurde der Belvedere komplett überarbeitet und das Muscle Car hieß nun einfach Plymouth GTX. Zudem gab es mit dem Plymouth Road Runner eine unter 3000 US-$ günstigere Sparversion.
1969 erfolgten am GTX nur kleinere kosmetische Änderungen, 1970 entfiel das Cabriolet und zu den beiden bekannten Motoren kam zusätzlich eine 390 SAE-PS starke „440 Six-Pack“ genannte Variante des 7,2-Liters mit drei Doppelvergasern ins Programm.

## Plymouth GTX (1971–1974)

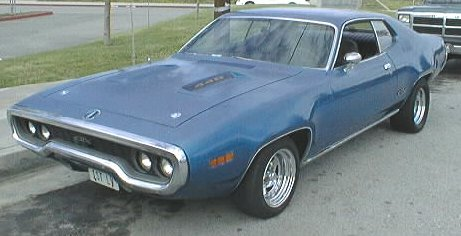
Plymouth GTX (1971)

Ende 1970 wurde der Belvedere durch den Plymouth Satellite ersetzt. Folgerichtig basierte der GTX jetzt auch auf dem neuen Modell – allerdings nur noch für ein Jahr. Völlig neu war die Coupé-Karosserie, technisch blieb alles beim Alten. Lieferbar waren weiterhin der 7,2-Liter in zwei Leistungsstufen und der Siebenliter-Hemi-V8.
Aufgrund stark gesunkener Absatzzahlen wurde der GTX als selbständiges Modell im Herbst 1971 aus dem Programm genommen; in den Modelljahren 1972 bis 1974 gab es aber für den weitergeführten Plymouth Road Runner ein GTX-Paket.

## Stückzahlen und Preise
| Modelljahr | Stückzahl                   | Preis ab US-$   |
| ---------- | --------------------------- | --------------- |
| 1967       | nicht bekannt               | 3.178           |
| 1968       | Coupé: 17.914 Cabrio: 1.026 | 3.329           |
| 1969       | Coupé: 14.902 Cabrio: 700   | 3.416           |
| 1970       | 7.748                       | 3.535           |
| 1971       | 2.942                       | 3.733           |
| 1972–1974  | nicht bekannt               | nicht angegeben |

## Der GTX im Film
Ein 1971 GTX wurde im 8. Teil der Filmreihe Fast & Furious verwendet, in dem Dominic „Dom“ Toretto einen getunten schwarzen GTX in New York fährt.